# Abbott and Costello Meet Frankenstein
Abbott and Costello Meet Frankenstein (bra: Abbott e Costello contra Frankenstein ou Abbott e Costello encontram Frankenstein) é um filme estadunidense de 1948 dos gêneros Comédia e terror dirigido por Charles Barton. O filme é mais um da série de comédias estrelada pela dupla Abbott e Costello.
Esse é o primeiro dos vários filmes da série com a dupla nas quais aparecem os famosos "monstros da Universal". Em cena estão Drácula, Frankenstein e Lobisomem. Nos filmes seguintes estrelam a Múmia, Dr. Jekyll e Mr. Hyde e Homem Invisivel. Em um especial de TV da dupla na década de 1950, foi gravado um quadro cômico no qual apareceu o Monstro da Lagoa Negra, surgido em um filme de 1954.
O filme foi relançado em 1956 juntamente com Abbott and Costello Meet the Killer, Boris Karloff. Em 2001 o filme foi considerado culturalmente relevante pela Biblioteca do Congresso dos Estados Unidos e em 2007 foi escolhido para preservação pelo National Film Registry.

## Elenco
- Bud Abbott…Chick Young
- Lou Costello…Wilbur Grey
- Lon Chaney Jr.…Larry Taylor, o Lobisomem
- Bela Lugosi…Conde Drácula
- Glenn Strange…criatura de Frankenstein
- Lenore Aubert…Dra. Sandra Mornay
- Jane Randolph…Joan Raymond
- Frank Ferguson…Senhor McDougal
- Charles Bradstreet…Prof. Stevens
- Vincent Price…Homem Invisível (participação)

## Sinopse

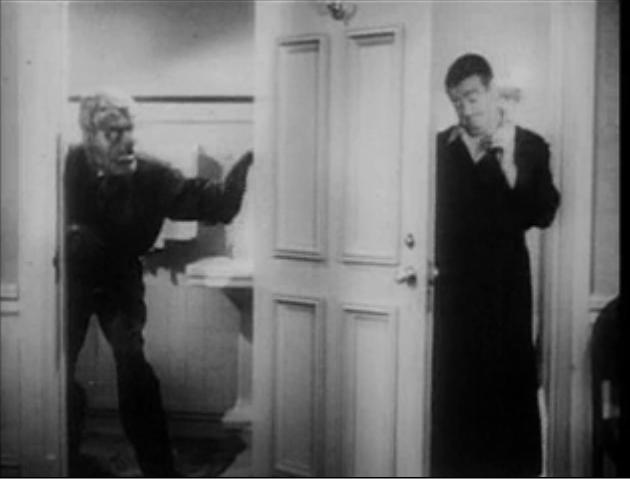
Cena do filme em que aparece o Lobisomen

Chick Young e Wilbur Grey são funcionários de uma transportadora em LaMirada, Flórida. Eles recebem duas enormes caixas encomendadas pelo Museu do Horror, de propriedade do senhor McDougal. Quando o agente da seguradora chega com McDougal para investigar o conteúdo das caixas, eles percebem que os corpos do Conde Drácula e da criatura de Frankenstein que deveriam estar nas mesmas, desapareceram. O que aconteceu foi que o Conde Drácula acordou e levou a criatura para um castelo em uma ilha, onde é recebido pela Doutora Mornay. Culpando Chick e Wilbur pelo desaparecimento, o senhor McDougal faz com que a dupla seja presa por "roubo". A investigadora do seguro, Joan Raymond, paga a fiança e passa a seguir a dupla, fingindo interesse em Wilbur. Wilbur também é assediado pela Doutora Mornay, que na verdade quer atraí-lo para o seu castelo para que seu cérebro seja retirado e colocado na criatura de Frankenstein, a mando do Conde Drácula. Chick e Wilbur, contudo, recebem a ajuda de Larry Talbot, o Lobisomem, que descobriu o plano de Drácula e quer impedi-lo.[carece de fontes?]

## Produção
- Walter Lantz, famoso criador do Pica Pau, realizou a animação da transformação de Drácula em morcego.
- Costello não gostou do roteiro.[3] Ele afirmara que até sua filha de cinco anos de idade poderia ter escrito algo melhor mas se animou com a história durante as filmagens.
- Na cena no laboratório onde a criatura joga Sandra pela janela e passa a perseguir Chick e Wilbur, Glenn Strange tropeçou num cabo de câmara e quebrou o pé. Lon Chaney, que não trabalharia aquele dia, assumiu o papel da criatura para aquela única cena.[4]

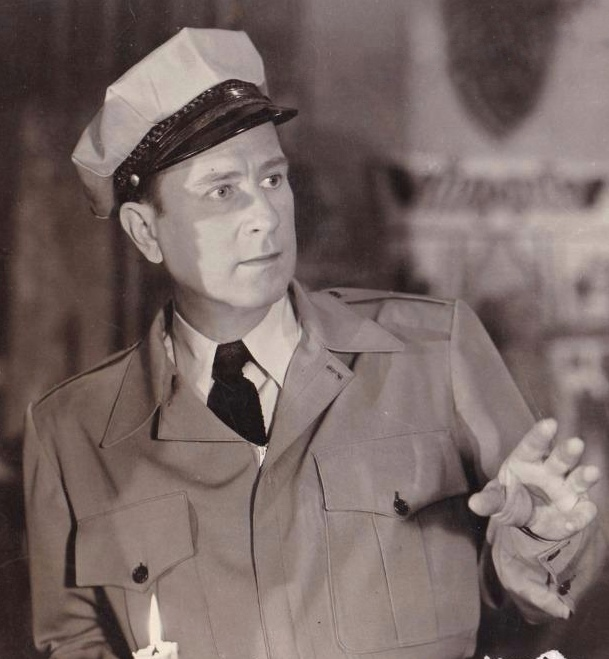
Bud Abbott

- Bud AbbottEssa foi a única vez que Bela Lugosi reprisou o papel de Drácula que criara no filme  de 1931, como sendo um dos protagonistas. Antes, ele tinha interpretado vampiros em Mark of the Vampire (1935), The Return of the Vampire (1944) e Old Mother Riley Meets the Vampire (1952), e fez uma aparição cômica como Drácula em Hollywood on Parade, curta-metragem de 1933.[5]